# Algoritmo CYK
O algoritmo Cocke-Younger-Kasami (CYK) determina se uma cadeia de caracteres pode ser gerada por uma determinada gramática livre de contexto e, se ela puder, como ela pode ser gerada. Esse processo é conhecido como a análise sintática da cadeia, no caso, ascendente.
A versão padrão do algoritmo opera em gramáticas livres de contexto expressas através da Forma Normal de Chomsky (CNF). No pior caso, o algoritmo possui complexidade {\displaystyle \Theta (n^{3}\cdot |G|)}, em que {\displaystyle n} é o comprimento da cadeia de caracteres e {\displaystyle |G|} o tamanho da gramática CNF {\displaystyle G}. Isso o torna um dos algoritmos mais eficientes no reconhecimento geral de linguagens livres de contexto. Entretanto, algoritmos mais rápidos e especializados existem para certos subconjuntos de linguagens livres de contexto.

## Algoritmo

### Em pseudocódigo
Segue abaixo uma definição do algoritmo em pseudocódigo:
```
ROTINA CYK(
    

  

    

      

        
T

        
e

        
x

        
t

        
o

        
:

        
a

        
[

        
1

        
…

        
n

        
]

      

    

    
{\displaystyle Texto:a[1\ldots n]}

  

,     -- cadeia de caracteres a ser testada
    

  

    

      

        
G

        
r

        
a

        
m

        
a

        
t

        
i

        
c

        
a

        
:

        
R

        
[

        
1

        
…

        
r

        
]

      

    

    
{\displaystyle Gramatica:R[1\ldots r]}

  

, -- gramática contendo símbolos terminais e não-terminais
    

  

    

      

        
V

        
e

        
t

        
o

        
r

        
<

        
S

        
i

        
m

        
b

        
o

        
l

        
o

        
>:

        

          
R

          

            
s

          

        

      

    

    
{\displaystyle Vetor<Simbolo>:R_{s}}

  

,      -- símbolos de início da gramática
    

  

    

      

        
V

        
e

        
t

        
o

        
r

        
<

        
B

        
o

        
o

        
l

        
e

        
a

        
n

        
o

        
>:

        
P

        
[

        
n

        
,

        
n

        
,

        
r

        
]

      

    

    
{\displaystyle Vetor<Booleano>:P[n,n,r]}

  

—vetor de booleanos inicializado em 

  

    

      

        
F

        
a

        
l

        
s

        
o

      

    

    
{\displaystyle Falso}

  

    )
    PARA CADA i DE 1 A n FAÇA
        PARA CADA 

  

    

      

        
P

        
r

        
o

        
d

        
u

        
c

        
a

        
o

        
:

        

          
R

          

            
j

          

        

        
→

        

          
a

          

            
i

          

        

      

    

    
{\displaystyle Producao:R_{j}\to a_{i}}

  

 FAÇA
            

  

    

      

        
P

        
[

        
i

        
,

        
1

        
,

        
j

        
]

        
←

        
V

        
e

        
r

        
d

        
a

        
d

        
e

        
i

        
r

        
o

      

    

    
{\displaystyle P[i,1,j]\gets Verdadeiro}

  

    PARA CADA i DE 2 A n FAÇA
        PARA CADA j DE 1 A n-i+1 FAÇA
            PARA CADA k DE 1 A i-1 FAÇA
                PARA CADA Produção(

  

    

      

        

          
R

          

            
A

          

        

        
→

        

          
R

          

            
B

          

        

        

          
R

          

            
C

          

        

      

    

    
{\displaystyle R_{A}\to R_{B}R_{C}}

  

) FAÇA
                    SE 

  

    

      

        
P

        
[

        
j

        
,

        
k

        
,

        
B

        
]

        
∧

        
P

        
[

        
j

        
+

        
k

        
,

        
i

        
−

        
k

        
,

        
C

        
]

      

    

    
{\displaystyle P[j,k,B]\land P[j+k,i-k,C]}

  

 ENTÃO
                        

  

    

      

        
P

        
[

        
j

        
,

        
i

        
,

        
A

        
]

        
←

        
V

        
e

        
r

        
d

        
a

        
d

        
e

        
i

        
r

        
o

      

    

    
{\displaystyle P[j,i,A]\gets Verdadeiro}

  

    PARA CADA x EM 

  

    

      

        
I

        
n

        
d

        
i

        
c

        
e

        
s

        
:

        

          
R

          

            
s

          

        

      

    

    
{\displaystyle Indices:R_{s}}

  

 FAÇA
        SE 

  

    

      

        
P

        
[

        
1

        
,

        
n

        
,

        
x

        
]

        
=

        
V

        
e

        
r

        
d

        
a

        
d

        
e

        
i

        
r

        
o

      

    

    
{\displaystyle P[1,n,x]=Verdadeiro}

  

 ENTÃO
            RETORNE 
"membro da linguagem"

        SENÃO
            RETORNE 
"não-membro da linguagem"
```

### Em prosa
Em termos informais, esse algoritmo considera cada possível subsequência da sequência de palavras e conjuntos {\displaystyle P[i,j,k]} ser verdadeira se a subsequência de palavras de tamanho {\displaystyle i} começando de {\displaystyle j} poder ser gerada de {\displaystyle R_{k}}. Após avaliar as subsequências de tamanho 1, avalia as de tamanho 2, e assim sucessivamente. Para subsequências de tamanho 2 ou maior, considera cada possível partição da subsequência em duas partes e verifica se existe uma produção {\displaystyle P\to Q\;R} tal que {\displaystyle Q} coincide com a primeira parte e {\displaystyle R} coincide com a segunda parte. Caso sim, ele grava {\displaystyle P} como coincidindo com a subsequência inteira. Quando esse processo é terminado, a sentença é reconhecida pela gramática se a subsequência contendo a sentença inteira coincide a partir do símbolo inicial.

## Exemplo
Esse é um exemplo de gramática:
{\displaystyle {\begin{array}{lcl}{\mathit {S}}&\to &{\mathit {NP}}\;{\mathit {VP}}\\{\mathit {VP}}&\to &{\mathit {VP}}\;{\mathit {PP}}\\{\mathit {VP}}&\to &{\mathit {V}}\;{\mathit {NP}}\\{\mathit {VP}}&\to &{\textit {come}}\\{\mathit {PP}}&\to &{\mathit {P}}\;{\mathit {NP}}\\{\mathit {NP}}&\to &{\mathit {Det}}\;{\mathit {N}}\\{\mathit {NP}}&\to &{\textit {ela}}\\{\mathit {V}}&\to &{\textit {come}}\\{\mathit {P}}&\to &{\textit {com}}\\{\mathit {N}}&\to &{\textit {peixe}}\\{\mathit {N}}&\to &{\textit {garfo}}\\{\mathit {Det}}&\to &{\textit {um}}\end{array}}}
A sentença ela come um peixe com um garfo é analisada utilizando o algoritmo CYK. Na tabela a seguir, em {\displaystyle P[i,j,k]}, {\displaystyle i} é o número da linha (começando inferiormente em 1) e {\displaystyle j} é o número da coluna (começando pela esquerda em 1).
| S   |       |      |       |     |     |       |
|     | VP    |      |       |     |     |       |
|     |       |      |       |     |     |       |
| S   |       |      |       |     |     |       |
|     | VP    |      |       | PP  |     |       |
| S   |       | NP   |       |     | NP  |       |
| NP  | V, VP | Det. | N     | P   | Det | N     |
| ela | come  | um   | peixe | com | um  | garfo |

A tabela CYK para P é representada aqui como uma matriz bidimensional M contendo um conjunto de símbolos não terminais, tais que Rk está em M[i,j] se e somente se P[i,j,k]. No exemplo acima, como o símbolo inicial S está em M[7,1], a sentença pode ser gerada pela gramática.

## Extensões

### Gerando uma árvore sintática
O algoritmo acima é somente um reconhecedor que somente determina se uma sentença está na linguagem. No entanto, é trivial estender o algoritmo para determinar não somente se uma sentença pertence a uma linguagem, mas também a árvore de análise sintática, armazenando-se os nós como elementos do vetor ao invés de somente valores booleanos. O nó é conectado aos elementos do vetor que foram usados para produzi-lo para assim produzir a estrutura de árvore. Apenas um nó em cada elemento do vetor é necessário se apenas uma árvore sintática será produzida. No entanto, se todas as árvores sintáticas de uma sentença ambígua precisarem ser mantidas, é necessário guardar no elemento do vetor uma lista de todos os caminhos que o nó correspondente pode ser obtido no processo de análise sintática. Isso é as vezes feito com uma segunda tabela B[n,n,r] de apontadores. O resultado final, então, é uma floresta de árvores possíveis, onde partes comuns de árvores são consideradas entre as várias análises. Essa floresta de árvores pode ser convenientemente lida como uma gramática ambígua gerando apenas a sentença analisada, mas com mesma ambiguidade que a gramática original, e as mesmas árvores sintáticas até um simples renomeamento de não terminais, como mostrado por Lang (1994).

### Analisando gramáticas livre de contexto que não estão na CNF
Como mostrado por Lange & Leiß (2009), a desvantagem de todas as transformações conhecidas para a Forma Normal de Chomsky é que elas podem conduzir a um inchaço indesejado no tamanho da gramática. O tamanho da gramática é a soma dos tamanhos de suas regras de produção, onde o tamanho de uma regra é um mais o tamanho de seu lado direito. Usando {\displaystyle g} para denotar o tamanho da gramática original, o aumento de tamanho no pior caso pode variar de {\displaystyle g^{2}} até {\displaystyle g^{2g}}, dependendo do algoritmo de transformação utilizado. Para uso didático, Lange e Leiss trazem uma generalização leve do algoritmo CYK, sem comprometer a eficiência do algoritmo, claridade ou simplicidade de provas (Lange & Leiß 2009).

### Analisando gramáticas livre de contexto com pesos
Também é possível estender o algoritmo CK para analisar cadeias de caracteres usando gramáticas livre de contexto estocásticas e com pesos. Os pesos (probabilidades) são armazenados na tabela P ao invés de booleanos, então P[i,j,A] conterá o peso mínimo (maior probabilidade) que a substring de i a j pode ser derivada de A. Extensões do algoritmo permitem análises de uma cadeia de caracteres ser enumerada do menor para o maior peso (da maior para a menor probabilidade).

### Algoritmo de Valiant
O pior caso do CYK é de complexidade {\displaystyle \Theta (n^{3}\cdot |G|)}, onde n é o tamanho da cadeia analisada e |G| o tamanho da gramática CNF G. Isso significa que é um dos algoritmos mais eficientes para reconhecer gramáticas livres de contexto na prática. Valiant (1975) fez uma extensão ao algoritmo CYK. O algoritmo dele computa a mesma tabela que o algoritmo CYK, mas ele mostrou que algoritmos de multiplicação eficiente de matrizes com entradas 0-1 podem ser utilizados para realizar essa computação.
Utilizando o Algoritmo de Coppersmith-Winograd para multiplicar essas matrizes, isso dá uma complexidade no pior caso de {\displaystyle O(n^{2.38}\cdot |G|)}. No entanto, o termo constante escondido pela notação assintótica é tão grande que o Algoritmo Coppersmith-Winograd é apenas válido para matrizes que são grandes demais para manusear nos computadores dos dias atuais (Knuth 1997), e essa abordagem requer subtração e então é apenas válida para reconhecimento. A dependência de uma multiplicação de matrizes eficiente não pode ser evitada: Lee (2002) provou que qualquer analisador para gramáticas livre-de-contexto que executem em tempo {\displaystyle O(n^{3-\varepsilon }\cdot |G|)} pode ser efetivamente convertido em um algoritmo computando o produto de matrizes {\displaystyle n\times n} com entradas 0-1 em tempo {\displaystyle O(n^{3-\varepsilon /3})}.